# Port Kawkas
Port Kawkas (russisch Порт Кавказ; übersetzt etwa „Kaukasus-Hafen“) ist ein kleiner Hafen an der östlichen, kaukasischen Seite der Straße von Kertsch auf der Halbinsel Tschuschka, die wiederum zur Taman-Halbinsel in der Region Krasnodar gehört. Der Hafen wurde 1953 errichtet. Auf der gegenüberliegenden Halbinsel Krim liegt die Stadt Kertsch, zu der auch eine Fährverbindung als Bestandteil der Europastraße 97 besteht.
Im März 2014 besetzten russische Truppen völkerrechtswidrig die ukrainische Halbinsel Krim. Russland annektierte die Krim am 18. März 2014. 
Port Kawkas bediente lange die Fährverbindung zwischen dem russischen Festland und der Krim. Die Verbindung wurde nach der Eröffnung der Krim-Brücke weitgehend eingestellt. Der Hafen ist gut an das Schienen- und Straßennetz angebunden.  

## Während der russischen Invasion in der Ukraine
Im Laufe des Jahres 2024 wurde Port Kawkas nach dem russischen Angriffskrieg auf die Ukraine intensiv zur Versorgung russischer Truppen in der Ukraine benutzt. 
Wegen seiner strategischen Relevanz wurde der Hafen mehrfach von ukrainischen Drohnen und Raketen angegriffen:
- Am 31. Mai 2024 wurde das Ölterminal des Hafens durch einen Drohnen- und Raketenangriff beschädigt.[1]
- Am 23. Juli 2024 wurde eine Fähre angegriffen, in deren Folge ein Feuer ausbrach. Nach dem Angriff wurde beschlossen, den Umschlag von Treib- und Schmiermitteln über den Hafen zu reduzieren.
- Am 22. August 2024 wurde eine mit Treibstoff beladene Eisenbahnfähre von einem Neptun-Anti-Schiffs-Marschflugkörper angegriffen. Infolge des Angriffs sank das Schiff nach einem schweren Brand.[2][3][4]